# Клименко Владислав Сергійович
Владислав Сергійович Клименко (нар. 19 червня 1994) — український футболіст, центральний півзахисник львівських «Карпат».

## Клубна кар'єра
Владислав Клименко народився 19 червня 1994 року. Футбольну кар’єру розпочинав в одеській «ДЮСШ-11», де займався з 2007 до 2011 року. Професіональну кар'єру розпочав у южненському клубі «Реал Фарма». За цю команду дебютував 8 жовтня 2011 року у нічийному (0:0) виїзному матчі 12-го туру групи А другої ліги чемпіонату України проти черкаського «Славутича». Владислав вийшов на поле в стартовому складі та відіграв увесь поєдинок. Того сезону Клименко в другій лізі відіграв 13 матчів.
Напередодні початку сезону 2012/13 років вирішив спробувати свої сили в криворізькому «Кривбасі», проте вибороти місця в основному складі криворізького клубу йому не вдалося. За «Кривбас» у молодіжних першостях чемпіонату України відіграв 12 матчів.
Тому в сезоні 2013/14 років знову опинився у клубі «Реал Фарма». 14 липня 2013 року повторно дебютував у складі овідіопольського клубу, у програному (0:2) домашньому поєдинку 1-го туру другої ліги чемпіонату України проти комсомольського «Гірника-спорту». Владислав вийшов на поле в стартовому складі, але на 53-ій хвилині його замінив В'ячеслав Шаєнко. Того сезону в футболці овідіопольського клубу у чемпіонатах України відіграв 21 поєдинок.
У 2014 році перейшов до стрийської «Скали». За нову команду дебютував 26 липня 2014 року у переможному (1:0) домашньому поєдинку 1-го туру другої ліги чемпіонату України проти Черкаського Дніпра. Клименко вийшов на поле в стартовому складі та відіграв увесь поєдинок. Дебютним голом у футболці «Скали» відзначився 2 серпня 2014 року на 87-ій хвилині програного (1:2) виїзного поєдинку 2-го туру другої ліги чемпіонату України проти «Реал Фарма». Владислав вийшов на поле у стартовому складі та відіграв увесь поєдинок. У стрийській команді Владислав став ключовим гравцем, а згодом і став капітаном команди. Під час зимової паузи в чемпіонаті України сезону 2016/17 років у стрийської команди виникли фінансові труднощі, тому всі гравці основного складу отримали статус вільних агентів, у тому числі й Владислав Клименко.
У середині січня 2017 року цим скористався петрівський «Інгулець» й підписав контракт з Владиславом. 28 грудня 2019 року ЗМІ повідомили що Клименко перейде в одеський «Чорноморець». Після переходу в новий клуб був обраний капітаном команди. Усього за одеситів провів 20 матчів у Першій лізі і відзначився одним забити м'ячем.
Сезон 2021/22 розпочав у  «Маріуполі», провівши за приазовців 6 ігор, але у ході чемпіонату повернувся до «Інгульця».
У липні 2023 року на правах вільного агента підписав контракт із львівськими «Карпатами».

## Стиль гри
|  | Його основною метою перебування на полі є переривання атак суперника, що у нього виходить якнайкраще. На полі вступає в боротьбу за м’яч на кожному клаптику поля і відзначається великою працездатністю. Гравець вміє правильно вибрати позицію на полі та найбільше часу приділяє захисту власних воріт. В той же час, вміє розпочати атаку першим гострим пасом. Майстер з виконання 11-метрових штрафних ударів |

.

## Статистика
| Сезон                   | Клуб                      | Ліга                    | Чемпіонат               | Чемпіонат               | Кубок                   | Кубок                   | Першість дублерів | Першість дублерів |
| Сезон                   | Клуб                      | Ліга                    | Ігри                    | Голи                    | Ігри                    | Голи                    | Ігри              | Голи              |
| ----------------------- | ------------------------- | ----------------------- | ----------------------- | ----------------------- | ----------------------- | ----------------------- | ----------------- | ----------------- |
| 2011/12                 | «Реал Фарм» (Южне)        | Друга ліга              | 13                      | 0                       | 0                       | 0                       | 0                 | 0                 |
| 2012/13                 | «Кривбас» (Кривий Ріг)    | Прем'єр-ліга            | 0                       | 0                       | 0                       | 0                       | 12                | 0                 |
| 2013/14                 | «Реал Фарма» (Овідіополь) | Друга ліга              | 21                      | 0                       | 0                       | 0                       | 0                 | 0                 |
| 2014/15                 | «Скала» (Стрий)           | Друга ліга              | 27                      | 2                       | 0                       | 0                       | 0                 | 0                 |
| 2015/16                 | «Скала» (Стрий)           | Друга ліга              | 24                      | 0                       | 1                       | 0                       | 0                 | 0                 |
| 2016/17                 | «Скала» (Стрий)           | Перша ліга              | 19                      | 0                       | 0                       | 0                       | 0                 | 0                 |
| Усього за «Скалу»       | Усього за «Скалу»         | Усього за «Скалу»       | Усього за «Скалу»       | Усього за «Скалу»       | Усього за «Скалу»       | Усього за «Скалу»       | 71                | 2                 |
| 2016/17                 | «Інгулець» (Петрове)      | Перша ліга              | 11                      | 1                       | 0                       | 0                       | 0                 | 0                 |
|                         |                           |                         |                         |                         |                         |                         |                   |                   |
| 2017/18                 | «Інгулець» (Петрове)      | Перша ліга              | 33                      | 3                       | 0                       | 0                       | 0                 | 0                 |
| 2018/19                 | «Інгулець» (Петрове)      | Перша ліга              | 25                      | 3                       | 3                       | 0                       | 0                 | 0                 |
| 2019/20                 | «Інгулець» (Петрове)      | Перша ліга              | 19                      | 1                       | 1                       | 0                       | 0                 | 0                 |
| Усього за «Інгулець»    | Усього за «Інгулець»      | Усього за «Інгулець»    | Усього за «Інгулець»    | Усього за «Інгулець»    | Усього за «Інгулець»    | Усього за «Інгулець»    | 92                | 8                 |
| 2019/20                 | «Чорноморець» (Одеса)     | Перша ліга              | 8                       | 1                       | 0                       | 0                       | 0                 | 0                 |
| 2020/21                 | «Чорноморець» (Одеса)     | Перша ліга              | 12                      | 0                       | 1                       | 0                       | 0                 | 0                 |
| Усього за «Чорноморець» | Усього за «Чорноморець»   | Усього за «Чорноморець» | Усього за «Чорноморець» | Усього за «Чорноморець» | Усього за «Чорноморець» | Усього за «Чорноморець» | 21                | 1                 |
| 2021/22                 | «Маріуполь»               | Прем'єр-ліга            | 6                       | 1                       | 0                       | 0                       | 0                 | 0                 |
| 2022/23                 | «Інгулець» (Петрове)      | Прем'єр-ліга            | 27                      | 1                       | 2                       | 1                       | 0                 | 0                 |